# توماس جيفرسون (عازف جاز)
توماس جيفرسون (بالإنجليزية: Thomas Jefferson)‏ هو عازف جاز أمريكي، ولد في 20 يونيو 1920، وتوفي في 13 ديسمبر 1986.